# Salavat

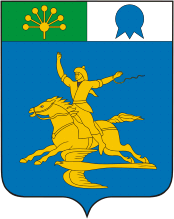
Stadens vapen.

Salavat (ryska Салават) är den tredje största staden i Basjkirien i Ryssland. Folkmängden uppgick till 155 655 invånare i början av 2015.